# Laura Tessler
Laura Gonçalves Tessler é uma procuradora do Ministério Público Federal (MPF), graduada em Direito pela Universidade Federal do Paraná (UFPR). Ganhou notoriedade ao integrar, desde 2015, a força-tarefa da Operação Lava Jato, em Curitiba.
Em dezembro de 2016, foi premiada pelo Transparência Internacional com o prêmio Anticorruption Award. Por outro lado, há mais de uma controvérsia sobre a sua conduta (associada a dos demais procuradores) no âmbito da Operação Lava Jato. Tais controvérsias foram explicitadas pelo vazamento de diálogos (via Telegram), entre os procuradores e o então juiz Sérgio Moro, e posterior publicação no portal The Intercept Brasil. Em trechos dos diálogos, Tessler zombou da morte da Dona Marisa, então esposa do ex-presidente Luiz Inácio Lula da Silva; disse que a tragédia de Brumadinho poderia ser usada como cortina de fumaça para evitar que o ex-presidente Lula fosse ao enterro do irmão, direito garantido por lei. Além disso, disse "... não tem corroboração nenhuma, mas vai ser divertido detonar um pouquinho mais a imagem do 9" sobre a delação do Antônio Palocci contra Lula. 9 (nove), apelido jocoso dado a Lula, refere-se à perda do dedo cinco da mão esquerda em um acidente de trabalho.

## Operação Lava Jato
Em março de 2016, Laura disse que o ex-presidente da Odebrecht (atual Novonor) Marcelo Odebrecht comandava a sistemática de pagamento de propina. A empreiteira é o alvo da Operação Xepa, 26ª fase da Lava Jato, deflagrada na manhã do mesmo dia.
Em abril de 2016, Laura afirmou em entrevista coletiva que o plano para montar a Sete Brasil, criada para construir e fornecer sondas para a Petrobras, foi "diabólico" e serviu para continuar como uma extensão do esquema de propinas que surgiu na estatal petroleira. A procuradora afirmou que a ida de Eduardo Musa, ex-gerente da Petrobras, para a Sete Brasil em 2012, como diretor de operações, foi para auxiliar Pedro Barusco e o ex-presidente João Ferraz nessa atividade ilícita.
Em setembro de 2016, em coletiva sobre a 35ª fase da Operação Lava Jato afirmou que o ex-ministro Antônio Palocci teve atuação intensa e reiterada na defesa de interesses da empreiteira Odebrecht na administração pública federal. De acordo com a procuradora, a empreiteira repassou R$ 128 milhões de reais a uma conta que seria gerida pelo ex-ministro.
Conforme amplamente divulgado na mídia no dia 09/06/2019, o então juiz Sérgio Moro, em conversa com o chefe dos Procuradores da Lava-Jato, Deltan Dallagnol, sugeriu que Laura não era boa em inquirições de testemunhas, e que deveria fazer um curso antes da audiência. Em 20/06/2019, novos vazamentos sugerem que Laura foi afastada de audiência por Deltan e Carlos Fernando Santos Lima após o juiz Sergio Moro dizer que ela necessitava fazer curso para aperfeiçoamento de técnicas laborales necesarias .

## Vazamentos da Operação
Em 27 de agosto de 2019 o portal The Intercept Brasil publicou diálogos entre Procuradores da República que zombavam da morte da esposa do ex-Presidente Luiz Inácio Lula da Silva, dentre eles Laura Tessler, que declarou no grupo privado, diante de link postado no grupo por outro Procurador, insinuando ligação entre a operação Lava-Jato e o agravamento e posterior morte de Marisa Letícia: "Ridículo... uma carna mais salgada já seria suficiente para subir a pressão... ou a descoberta de um dos milhares de humilhantes pulos de cerca do Lula..."